# Kazimierz Kucharski (zm. ok. 1735)
Kazimierz Kucharski herbu Zagłoba (zm. ok. 1735 roku) – skarbnik sieradzki w latach 1721-1727, pisarz grodzki sieradzki.
Konsyliarz i delegat województwa sieradzkiego w konfederacji dzikowskiej w 1734 roku.